# VM i landevejscykling 2018 – Linjeløb (junior herrer)
Junior herrernes linjeløb ved VM i landevejscykling 2018 blev afholdt den 27. september 2018. Løbet foregik over over 132,4 km. Løbet blev vundet af belgiske Remco Evenepoel.

## Hold og ryttere
| 6 ryttere                                                                            | 5 ryttere                                                     | 4 ryttere           | 3 ryttere                           | 2 ryttere | 2 ryttere | 1 rytter                                                                                              |
| ------------------------------------------------------------------------------------ | ------------------------------------------------------------- | ------------------- | ----------------------------------- | --- | --- | --- |
| Belgien · Danmark · Frankrig · Italien · Holland · Norge · Tjekkiet · Tyskland · USA | Canada · Japan · Rusland · Spanien · Storbritannien · Schweiz | Irland · Kasakhstan | Australien · New Zealand · Thailand | Aserbajdsjan · Bulgarien · Colombia · Costa Rica · Eritrea · Estland · Hongkong · Hviderusland · Kosovo · Litauen · Luxembourg · Moldova | Polen · Portugal · Puerto Rico · Rumænien · Rwanda · Serbien · Slovakiet · Slovenien · Sverige · Sydafrika · Ukraine · Østrig | Afghanistan · Albanien · Brasilien · Chile · Ecuador · Guyana · Kroatien · Letland · Marokko · Mexico |

### Danske ryttere
- Jacob Hindsgaul Madsen
- William Blume Levy
- Frederik Wandahl
- Robin Juel Skivild
- Frederik Thomsen
- Aksel Bech Skot-Hansen

## Resultater
| \| Samlede stilling \| Samlede stilling \| Samlede stilling \| Samlede stilling \| Samlede stilling \| \| Rytter \| Rytter \| Hold \| Tid \| \| \| ---------------- \| ------------------- \| ---------------- \| ---------------- \| ---------------- \| \| 1. \| Remco Evenepoel \| Belgien \| 3t 03' 49" \| \| \| 2. \| Marius Mayrhofer \| Tyskland \| + 1' 25" \| \| \| 3. \| Alessandro Fancellu \| Italien \| + 1' 38" \| \| \| 4. \| Alexandre Balmer \| Schweiz \| + 1' 38" \| \| \| 5. \| Frederik Wandahl \| Danmark \| + 3' 20" \| \| \| 6. \| Gabriele Benedetti \| Italien \| + 3' 20" \| \| \| 7. \| Aloïs Charrin \| Frankrig \| + 3' 20" \| \| \| 8. \| Kevin Vermaerke \| USA \| + 3' 20" \| \| \| 9. \| Antonio Tiberi \| Italien \| + 3' 20" \| \| \| 10. \| Sean Quinn \| USA \| + 3' 25" \| \| |                     |          |            |
| |                     |          |            |
| Kilde: ProCyclingStats |                     |          |            |
| Samlede stilling |                     |          |            |
| Rytter | Rytter              | Hold     | Tid        |
| 1. | Remco Evenepoel     | Belgien  | 3t 03' 49" |
| 2. | Marius Mayrhofer    | Tyskland | + 1' 25"   |
| 3. | Alessandro Fancellu | Italien  | + 1' 38"   |
| 4. | Alexandre Balmer    | Schweiz  | + 1' 38"   |
| 5. | Frederik Wandahl    | Danmark  | + 3' 20"   |
| 6. | Gabriele Benedetti  | Italien  | + 3' 20"   |
| 7. | Aloïs Charrin       | Frankrig | + 3' 20"   |
| 8. | Kevin Vermaerke     | USA      | + 3' 20"   |
| 9. | Antonio Tiberi      | Italien  | + 3' 20"   |
| 10. | Sean Quinn          | USA      | + 3' 25"   |